# Hermann Heidkämper
Hermann Heidkämper (* 27. Dezember 1866 in Buchholz; † 31. Januar 1950 ebenda) war ein deutscher Pastor und Politiker (DNVP).
Heidkämper war der Sohn eines Schuhmachermeisters. Er besuchte das Gymnasium in Bückeburg und studierte in Marburg und Leipzig Theologie. Seine Ordination erfolgte 1893. Von 1891 bis 1894 war er Pastor adj. in Steinbergen, bevor er 1894 in Lauenhagen eine eigene Pfarre erhielt. 1901 bis 1933 arbeitete er als zweiter Pastor in Bückeburg und zugleich als Militär- und Gefängnisseelsorger. Er war 1907/08 stellvertretender Landessuperintendent und geistliches Mitglied des Konsistoriums. 1932/33 war er erneut stellvertretender Landessuperintendent und Präsident des Landeskirchenrates.
Heidkämper war Vorsitzender des evangelischen Bundes und des Pfarrervereins, Vorstandsvorsitzender des Krankenhauses Bethel in Bückeburg und des Erziehungsheimes Gotteshütte in Kleinenbremen. Er galt als Protagonist der Heimatbewegung.
1912 bis 1918 gehörte er dem Landtag des Fürstentums Schaumburg-Lippe an. Nach der Novemberrevolution wurde er bei der Landtagswahl am 16. Februar 1919 auf der Liste der DNVP in den Landtag des Freistaates Schaumburg-Lippe gewählt. 1921 legte er das Mandat nieder und Heinrich Christoph Duhnsen rückte am 17. September 1921 für ihn in den Landtag nach.